# Viliam Ameršek
Viliam "Vili" Ameršek (16 d'agost de 1948) és un exfutbolista eslovè de la dècada de 1970.
A data de 2018 manté el rècord de temporades jugades a l'Olimpija Ljubljana amb 16. També jugà a l'Angers SCO.